# Valentino d'Apreja
Valentino d'Apreja ou Valentino de Apreis (falecido em 1539) foi um prelado católico romano que serviu como bispo de Lettere-Gragnano (1517–1539).

## Biografia
A 23 de março de 1517, Valentino d'Apreja foi nomeado durante o papado de Leão X como Bispo de Lettere-Gragnano, servindo como bispo até à sua morte em 1539.